# Kanalbau
Der Kanalbau ist eine Sparte der Bauwirtschaft, speziell des Tiefbaus, die sich primär mit der Herstellung und Instandhaltung von öffentlichen und privaten Abwasserleitungen und -kanälen beschäftigt. Der Kanalbau grenzt sich zum Erdbau, zum Rohrleitungsbau und zum Tunnelbau ab. Unter Kanalbau wird nicht der Bau von offenen Be- und Entwässerungskanälen oder der Bau von Kanälen für die Schifffahrt verstanden, sondern die Erstellung von geschlossenen, unterirdisch verlegten Entwässerungsrohrleitungen für die Schmutz- und Regenwasserableitung.

## Teilbereiche des Kanalbaus
- Offener Kanalbau: Beim offenen Kanalbau wird mit Bagger ein Graben ausgehoben und darin Rohrleitungen verlegt und die zugehörigen Schachtbauwerke erstellt. Die Gräben werden geböscht oder mit Verbau erstellt. Die Rohrleitungen bestehen heute in der Regel aus Beton, PVC oder Faserverbundkunststoffen. Früher wurden die Rohrleitungen auch gemauert oder aus Ton-, Stahl-, Guss- und Faserzement hergestellt.
- Grabenloser Kanalbau: Zum grabenlosen Kanalbau  zählen mehrere Verfahren, wie die grabenlose Verlegung von Kanälen mit steuerbaren Verfahren aber auch verschiedene Verfahren des Mikrotunnelbaus (Microtunneling) und des Tunnelbaus (zum Beispiel mit offenen, steuerbaren Schilden, ohne oder mit Druckluft oder Verfahren mit Schnecken- oder Spülförderung).
- Reinigung, Inspektion, Dichtheitsprüfung und Sanierung (z. B. mit Schlauchlinern) von Abwasserleitungen und -kanälen aller Werkstoffe und Nennweiten und der dazugehörigen Bauwerke

## Unternehmen des Kanalbaus
Auf den Kanalbau spezialisierte Unternehmen gehören in Deutschland in der Regel dem Hauptverband der Deutschen Bauindustrie oder dem Zentralverband Deutsches Baugewerbe an, haben meistens weniger als 100 Mitarbeiter und sind vorwiegend regional tätig.

## Güteschutz im Kanalbau
Der Kanalbau ist durch zahlreiche Normen und Vorschriften geregelt. Besonders zu erwähnen sind:
- Die Allgemeinen Technischen Vertragsbedingungen für Bauleistungen (VOB/B), DIN 18306 Entwässerungskanalarbeiten,
- Die Allgemeinen Technischen Vertragsbedingungen für Bauleistungen (VOB/B), DIN 18319 Rohrvortiebsarbeiten
- Die Gütesicherung Kanalbau RAL-GZ 961, Herstellung und Instandhaltung von Abwasserleitungen und -kanälen, Ausgabe April 2012